# Mistrzostwa Europy w Lekkoatletyce 1986 – bieg na 100 m kobiet

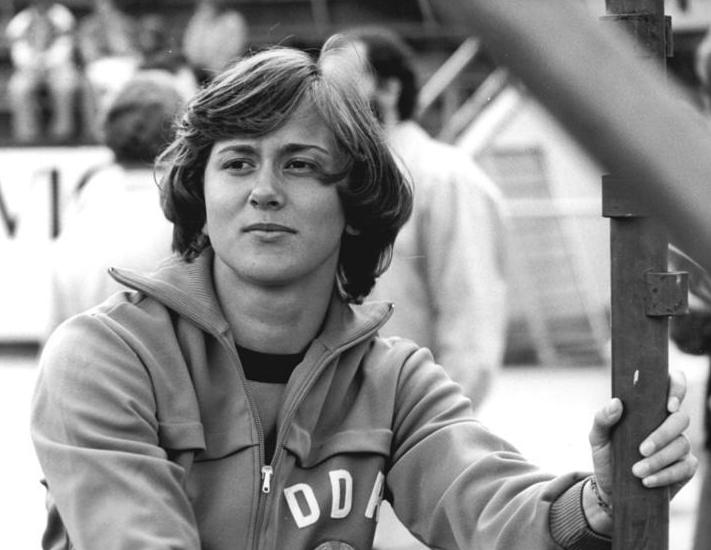
Marlies Göhr

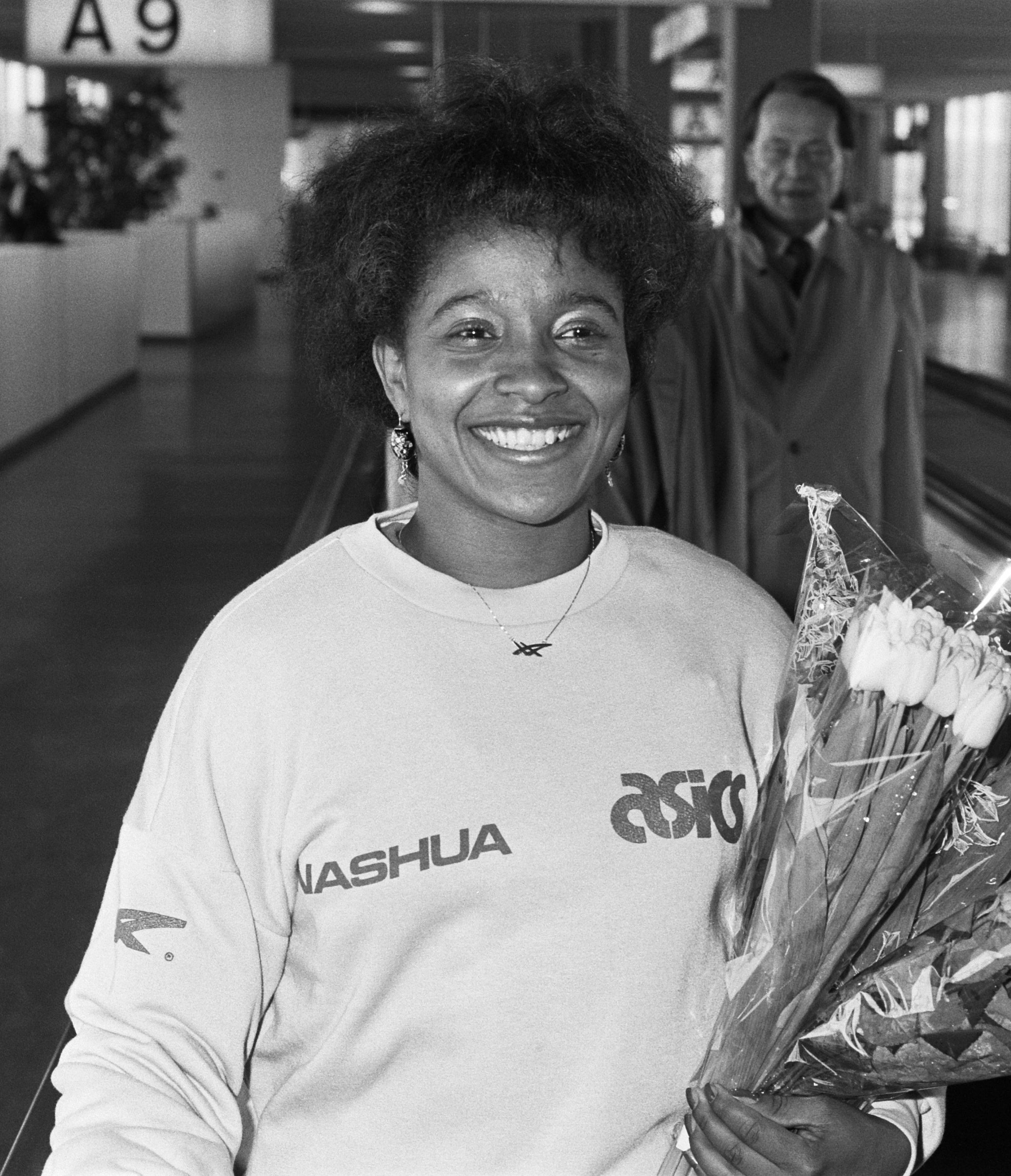
Nelli Cooman

Bieg na dystansie 100 metrów kobiet był jedną z konkurencji rozgrywanych podczas XIV mistrzostw Europy w Stuttgarcie. Biegi eliminacyjne zostały rozegrane 26 sierpnia, a biegi półfinałowe i bieg finałowy 27 sierpnia 1986 roku. Zwyciężczynią tej konkurencji została reprezentantka Niemieckiej Republiki Demokratycznej Marlies Göhr, która zdobyła złoty medal w tej konkurencji po raz trzeci z rzędu. W rywalizacji wzięły udział dwadzieścia cztery zawodniczki z trzynastu reprezentacji.

## Rekordy
| Rekord świata     | Evelyn Ashford (USA) | 10,76 | Zurych, Szwajcaria | 22.08.1984 |
| Rekord Europy     | Marlies Göhr (GDR)   | 10,81 | Berlin, NRD        | 08.06.1983 |
| Rekord mistrzostw | Marlies Göhr (GDR)   | 11,01 | Ateny, Grecja      | 07.09.1982 |

## Wyniki

### Eliminacje
Rozegrano trzy biegi eliminacyjne. Do półfinałów awansowało po pięć najlepszych zawodniczek każdego biegu eliminacyjnego (Q) oraz jedna spośród pozostałych z najlepszym czasem (q).
Bieg 1
| Miejsce | Zawodniczka          | Czas  | Uwagi |
| ------- | -------------------- | ----- | ----- |
| 1       | Ingrid Auerswald     | 11,15 | Q     |
| 2       | Anelija Nunewa       | 11,21 | Q     |
| 3       | Heather Oakes        | 11,28 | Q     |
| 4       | Iryna Slusar         | 11,38 | Q     |
| 5       | Laurence Bily        | 11,46 | Q     |
| 6       | Ulrike Sarvari       | 11,55 | q     |
| 7       | Vroni Werthmüller    | 11,62 |       |
| 8       | Martha Grossenbacher | 11,65 |       |

Bieg 2
| Miejsce | Zawodniczka         | Czas  | Uwagi |
| ------- | ------------------- | ----- | ----- |
| 1       | Marlies Göhr        | 11,06 | Q     |
| 2       | Els Vader           | 11,30 | Q     |
| 3       | Antonija Nastoburko | 11,30 | Q     |
| 4       | Paula Dunn          | 11,31 | Q     |
| 5       | Resi März           | 11,60 | Q     |
| 6       | Jolanta Janota      | 11,69 |       |
| 7       | Virginia Gomes      | 11,80 |       |
| 8       | Sisko Markkanen     | 12,01 |       |

Bieg 3
| Miejsce | Zawodniczka       | Czas  | Uwagi |
| ------- | ----------------- | ----- | ----- |
| 1       | Nelli Cooman      | 11,12 | Q,    |
| 2       | Silke Gladisch    | 11,16 | Q     |
| 3       | Heidi-Elke Gaugel | 11,28 | Q     |
| 4       | Olga Zołotariowa  | 11,36 | Q     |
| 5       | Sandra Whittaker  | 11,51 | Q     |
| 6       | Nadeżda Georgiewa | 11,56 |       |
| 7       | Sølvi Olsen       | 11,89 |       |
| 8       | Lena Möller       | 12,04 |       |

### Półfinały
Rozegrano dwa półfinały. Do finału awansowały po cztery najlepsze zawodniczki każdego biegu półfinałowego (Q).
Półfinał 1
| Miejsce | Zawodniczka         | Czas  | Uwagi |
| ------- | ------------------- | ----- | ----- |
| 1       | Nelli Cooman        | 11,14 | Q     |
| 2       | Ingrid Auerswald    | 11,16 | Q     |
| 3       | Heidi-Elke Gaugel   | 11,25 | Q     |
| 4       | Olga Zołotariowa    | 11,28 | Q     |
| 5       | Heather Oakes       | 11,29 |       |
| 6       | Antonija Nastoburko | 11,33 |       |
| 7       | Sandra Whittaker    | 11,51 |       |
| 8       | Ulrike Sarvari      | 11,53 |       |

Półfinał 2
| Miejsce | Zawodniczka    | Czas  | Uwagi |
| ------- | -------------- | ----- | ----- |
| 1       | Marlies Göhr   | 10,98 | Q,    |
| 2       | Silke Gladisch | 11,05 | Q     |
| 3       | Anelija Nunewa | 11,08 | Q     |
| 4       | Paula Dunn     | 11,27 | Q     |
| 5       | Iryna Slusar   | 11,35 |       |
| 6       | Laurence Bily  | 11,49 |       |
| 7       | Resi März      | 11,60 |       |
| –       | Els Vader      | DQ    |       |

### Finał
| Miejsce | Zawodniczka       | Czas  | Uwagi |
| ------- | ----------------- | ----- | ----- |
| 1       | Marlies Göhr      | 10,91 | CR    |
| 2       | Anelija Nunewa    | 11,04 | NR    |
| 3       | Nelli Cooman      | 11,08 | NR    |
| 4       | Silke Gladisch    | 11,09 |       |
| 5       | Ingrid Auerswald  | 11,11 |       |
| 6       | Olga Zołotariowa  | 11,23 |       |
| 7       | Paula Dunn        | 11,25 |       |
| 8       | Heidi-Elke Gaugel | 11,26 |       |